# Cooper Challenger
Il Cooper Challenger (conosciuto prima come WOW Tennis Challenger) è un torneo di tennis che si gioca sulla terra rossa. Il torneo si gioca a Waterloo in Canada dal 2008.

## Albo d'oro

### Singolare
| Anno        | Campionessa       | Finalista          | Punteggio     |
| ----------- | ----------------- | ------------------ | ------------- |
| 2013        | Julia Glushko     | Gabriela Dabrowski | 6–1, 6–3      |
| 2012        | Sharon Fichman    | Julia Glushko      | 6–3, 6–2      |
| 2011        | Sharon Fichman    | Julia Boserup      | 6–3, 4–6, 6–4 |
| ↑ ITF 50K ↑ |                   |                    |               |
| 2010        | Julia Cohen       | Fatma Al-Nabhani   | 1–6, 7–5, 7–5 |
| 2009        | Johanna Konta     | Heidi El Tabakh    | 6–2, 3–6, 6–3 |
| 2008        | Alexandra Mueller | Sharon Fichman     | 6–3, 6–3      |
| ↑ ITF 25K ↑ |                   |                    |               |

### Doppio
| Anno        | Campionesse                         | Finaliste                           | Punteggio        |
| ----------- | ----------------------------------- | ----------------------------------- | ---------------- |
| 2013        | Gabriela Dabrowski Sharon Fichman   | Misa Eguchi Eri Hozumi              | 7–6(6), 6–3      |
| 2012        | Sharon Fichman Marie-Ève Pelletier  | Shūko Aoyama Gabriela Dabrowski     | 6–2, 7–5         |
| 2011        | Alexandra Mueller Asia Muhammad     | Eugenie Bouchard Megan Moulton-Levy | 6–3, 3–6, [10–7] |
| ↑ ITF 50K ↑ |                                     |                                     |                  |
| 2010        | Élisabeth Abanda Katarena Paliivets | Lauren Albanese Chieh-yu Hsu        | Walkover         |
| 2009        | Alexandra Mueller Allie Will        | Heidi El Tabakh Tetjana Lužans'ka   | 6–2, 6–1         |
| 2008        | Akiko Yonemura Tomoko Yonemura      | Lauren Albanese Alexandra Mueller   | 6–1, 4–6, [10–3] |
| ↑ ITF 25K ↑ |                                     |                                     |                  |